# Batolec podunajský

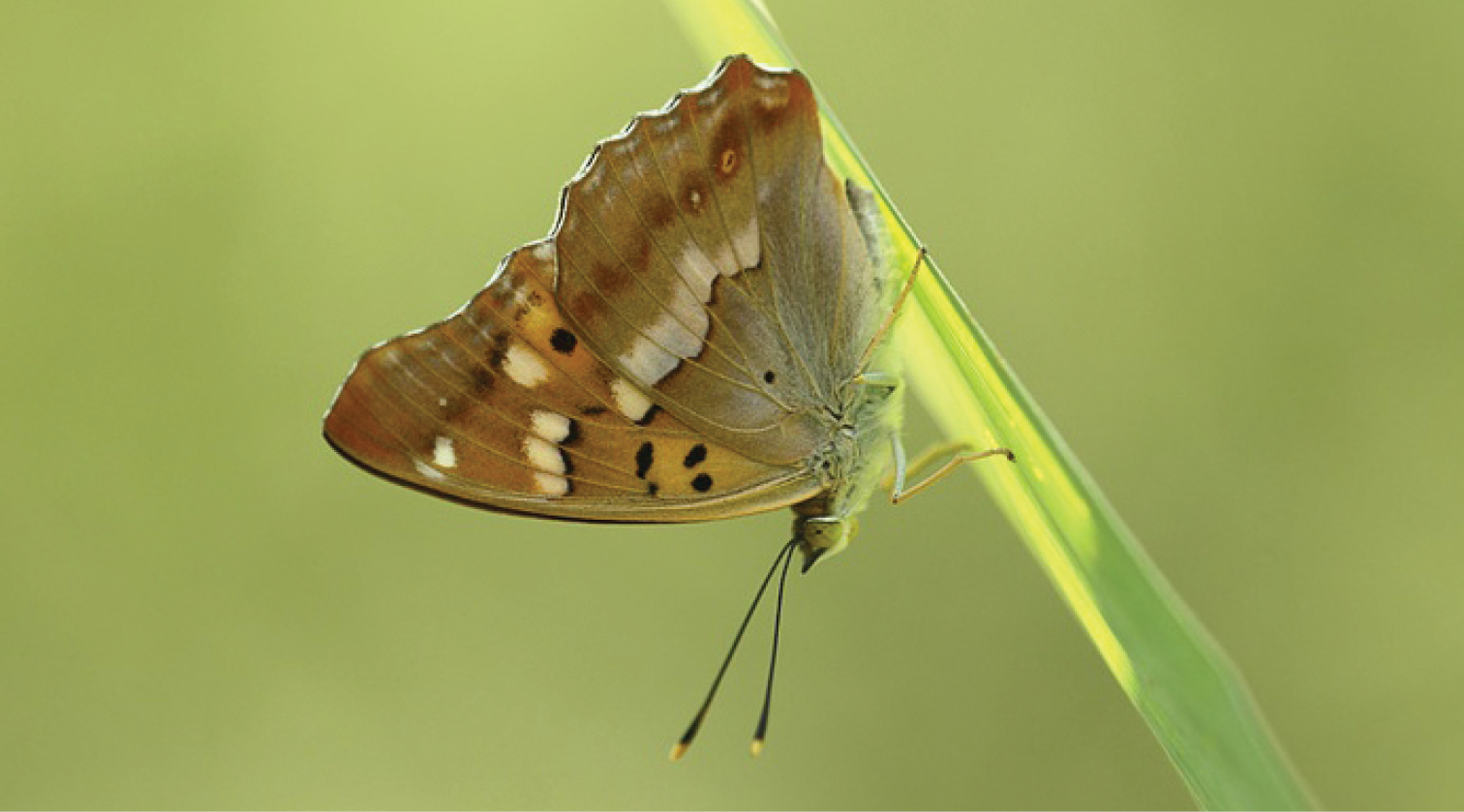
Spodní strana křídla

Batolec podunajský (Apatura metis), je denní motýl z čeledi babočkovitých (Nymphalidae). Druhové jméno pochází z řečtiny podle nymfy Metis. 

## Popis

### Motýl
Délka předního křídla motýla je 26 až 30 milimetrů.  Tento druh vykazuje mírný pohlavní dimorfismus, což je vyjádřeno skutečností, že pouze samci vykazují na nahnědlých křídlech kovový namodralý lesk, když jsou vystaveni vhodnému světlu. Na všech křídlech je červenohnědý, mírně přerušovaný okrajový pás. Další světlé skvrny jsou rozmístěny po křídlech. Oční skvrna na horní straně předních křídel se nachází v podlouhlém, oválném až čtvercovém červenohnědém poli poblíž vnějšího okraje. Spodní strana křídel má vybledlý žluto-šedý až žluto-hnědý odstín, ze kterého vynikají světlé pásy a skvrny i malé černé tečky.

### Vajíčka
Vajíčka jsou zpočátku šedé barvy, které se později změní na světle zelenou. Mají tvar komolého kužele a jsou opatřena podélnými žebry. Nápadný je fialový prstenec. 

### Housenka
Dospělé housenky jsou jasně zelené barvy a mají žluté čáry, které se svažují dozadu ve tvaru V. Typická jsou dvě nažloutlá sluchátka a zužující se konec těla, který dává housenkám vzhled slimáka. 

### Kukla
Kukly jsou světle zelené. 

### Podobné druhy
Batolec červený (Apatura ilia ) ve formě Rotschiller f. Clytie je o něco větší než Apatura metis s délkou předního křídla 31 až 34 milimetrů.  Oční skvrna na horní straně předních křídel je obklopena téměř kruhovým červenohnědým polem. Kromě toho je červenohnědý pás na horní straně zadního křídla užší než u A. metis .

## Rozšíření a stanoviště
Apatura metis se lokálně vyskytuje v jihovýchodní Evropě a částech Asie. Tento druh se vyskytuje do nadmořské výšky až 650 metrů.  Upřednostňuje břehy řek, kde rostou bílé vrby, jako je dolní tok Dunaje a Drávy.

## Poddruhy
Rozlišují se následující poddruhy:
- Apatura metis metis Freyer, 1829, (jihovýchodní Evropa). Pokud je okrajový pás bílý, nazývá se tato forma coelestina Grum-Grishmailo, 1884. [4]
- Apatura metis bunea Herrich-Schäffer, 1845, (jihoevropská část Ruska, severní Kavkaz ), synonyma: gertraudis Stichel, [1909]; oberthueri Le Moult, 1947
- Apatura metis substituta Butler, 1873, ( Japonsko ), synonyma: gifuensis Matsumura; takanonis  Matsumura, 1919; yanagawensis  Matsumura 1928, japonica Le Moult, 1947
- Apatura metis irtyshika Korshunov, 1982 (jihozápadní Sibiř, Kazachstán )
- Apatura metis separata Tuzov, 2000 ( Transbaikalia )
- Apatura metis heijona Matsumura, 1928, ( regiony Korea, Amur a Ussuri), synonyma: gracilis O. Bang-Haas, 1936; asiatica Le Moult, 1947; mirei Le Moult, 1947. Když je okrajový pás bílý, nazývá se tato forma krylovi Kurentzow , 1937 (Syn.: Abramovi Kurentzow, 1970).
- Apatura metis doii Matsumura, 1928, ( Kurilské ostrovy )

## Způsob života

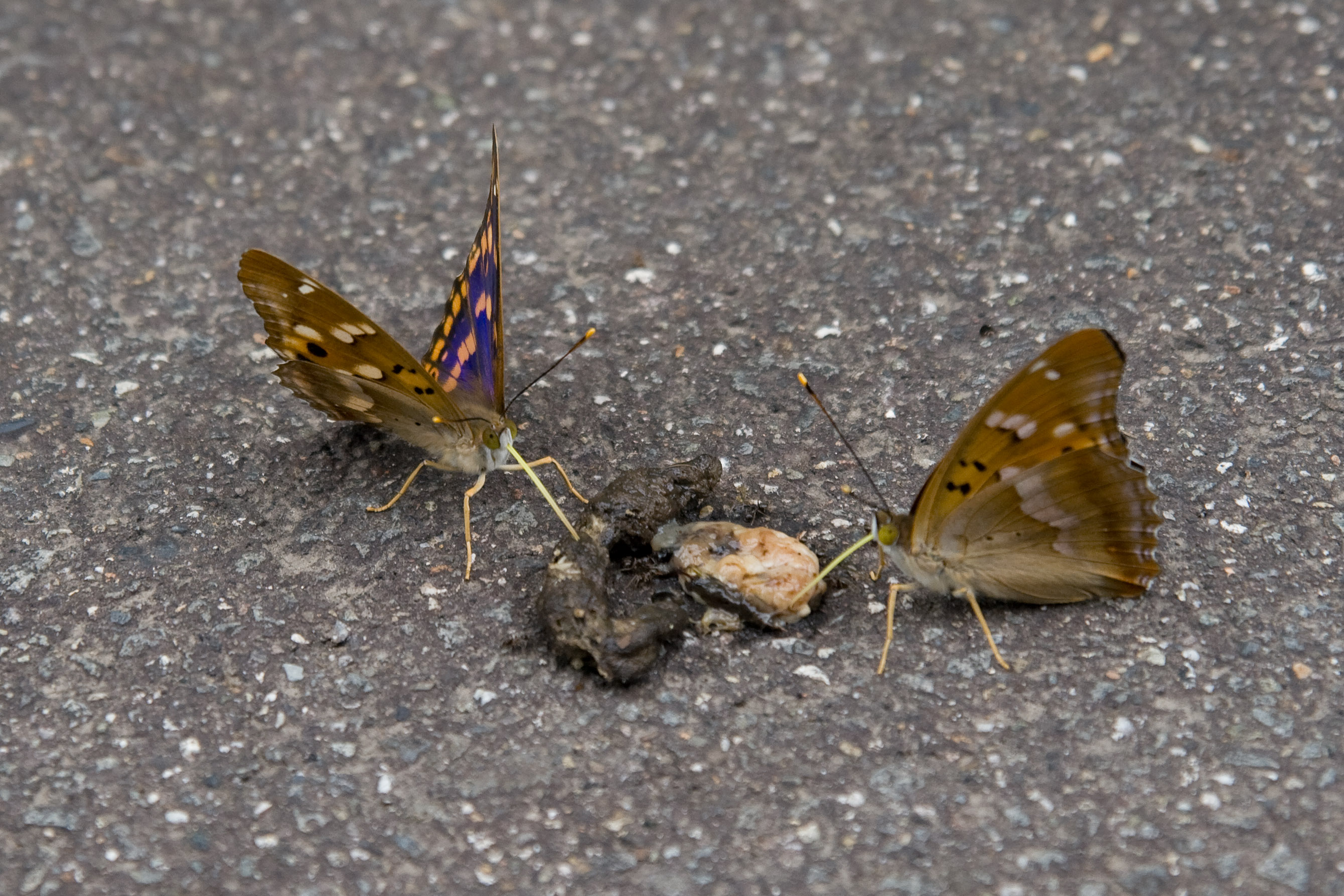
Apatura metis substituta motýli na mršině

Motýli létají ve dvou generacích od konce května do konce června a znovu od poloviny července do začátku září. V jižním Rusku je v červnu a červenci pouze jedna generace. Samice kladou vajíčka jednotlivě nebo v malých skupinách na horní stranu listu živné rostliny.  V první fázi nemají mladé housenky na hlavách žádné rohy. Ty se tvoří po prvním svlékání. Po druhém svlékání přezimují v popraskané kůře kmenů vrby bílé na straně kmene odvrácené od slunce a začátkem května následujícího roku se zakuklí. Živnými rostlinami housenek jsou vrby bílé ( Salix alba ) a pravděpodobně vrby lýkovcové ( Salix dapnoides ) v evropské části a Salix schwerinii v oblasti Ussuri. 
Samci batolce podunajského jsou přitahováni silně páchnoucími látkami. Patří mezi ně výkaly nebo mršiny, ze kterých sají minerály, které potřebují k dosažení plodnosti. Samice byly pozorovány sající přezrálé plody, například moruše ležící na zemi.  Motýli také navštěvují návnady vyrobené z výše uvedených látek.

## Ohrožení
Tento druh je obvykle ve svém rozsahu četný, a proto jej Mezinárodní unie pro ochranu přírody IUCN klasifikuje jako „ nejméně znepokojující “. 